# Karlovo náměstí čp. 7 (Kolín)
Karlovo náměstí čp. 7 je nárožní dvoupatrový barokní dům se středověkým jádrem v Kolíně. Byl přestavěn po velkém požáru města Josefem Jedličkou po roce 1734. V domě byl provozován první poštovní úřad v Kolíně a též ve své době významný hostinec s ubytováním. Přenocoval zde například císař Josef II., Hans Christian Andersen nebo ruský vojevůdce Suvorov.
Další úpravy domu byly provedeny v první polovině devatenáctého století. Filip Kafka, další z  majitelů domu, zde vybudoval „Závod se zbožím galanterním a módním“, který patřil k předním venkovským velkoobchodům v Čechách konce tohoto století. Ve dvacátém století byl dům využíván do osmdesátých let. Bez větších oprav objekt chátral a v roce 1990 v rámci restituce byl předán dědicům původních vlastníků již v havarijním stavu. V roce 1995 získala dům IT firma Asys. Ta se zasloužila o rozsáhlou rekonstrukci, která obnovila objekt s ohledem na autentičnost z pohledu nemovité kulturní památky. V roce 1958 byl dům zapsán do Ústředního seznamu nemovitých kulturních památek ČR pod číslem 23546/2-746.

## Historie
Dům byl poprvé doložený v roce 1368 v majetku Marka Cikhera. Jeho potomci zde žili zřejmě až do husitských válek. V devadesátých letech čtrnáctého století vlastnil dům Martin Mirtlinni. V roce 1508 byl prodán zemanské rodině Saků z Bohouňovic. Jiřík Sak († 1582) s manželkou zde provozoval v té době vyhlášený hostinec. Od roku 1585 vlastnil dům Jakub Richtr z Willersdorfu, který ho opravil a rozšířil. Dalším majitelem se stal v roce 1611 Havel Černý. Po jeho smrti se vdova Judita provdala za Martina Pelhřimovského. V této době se začal dům nazývat "U zlaté štiky". Od poloviny šestnáctého století se hostinec s ubytováním stával postupně vyhledávaným ubytovacím zařízením ve městě. Přenocovali zde například císař Josef II., Hans Christian Andersen nebo ruský vojevůdce Suvorov.
Během třicetileté války byl dům vypálen. Roku 1653 ho koupil Jiří Vocelka z Poboře, který zde žil s rodinou do roku 1724. Zeť Františka Vocelky, Václav Čapek podle projektu Josefa Jedličky nechal dům přestavět do pozdně barokní podoby. V roce 1764 objekt koupil kolínský poštmistr Antonín Kršňák z Gällersbergu († 1773) a zřídil zde malý hotel a první poštovní stanici v Kolíně. Svatbou s jeho vdovou Annou († 1798) získal v roce 1774 dům Antonín Knirsch. Po požáru v roce 1796 nechal dům opravit a vedl zdejší poštu, stejně  jako po jeho smrti v roce 1787, jeho syn Antonín Knirsch († 1832). Karel Knirsch, syn Antonína otevřel zájezdní hostinec "U Počty", která stála naproti tehdy nově postavenému železničnímu nádraží. V první polovině devatenáctého století byl dům dále upravován, například bylo zazděno podloubí. V roce 1850 koupil dům U Zlaté štiky Izák Hamerschalg a zachoval zde hostinec. Karel Knirsch v témže roce přestěhoval poštovní úřad do nové budovy u železničního nádraží.
Od roku 1875 provozoval v domě na náměstí Filip Kafka „Závod se zbožím galanterním a módním“, který se záhy stal jedním z předních venkovských velkoobchodů v Čechách.

### Dvacáté století
V době První republiky byly v přízemí budovy zřízeny obchody. Například prodejna ryb (rybárna) firmy Vaňha, která byla v roce 1948 zestátněna. Provozovna zde však zůstala až do roku 1989. Při opravě domu během roku 1967 bylo obnoveno původní podloubí. Od té doby dům, bez dalších oprav, postupně chátral. V roce 1985 byly z bezpečnostních důvodů zrušeny byty v prvním a druhém patře. V restituci byl objekt v roce 1990 vrácen dědicům původních majitelů. V roce 1995 koupila dům IT firma Asys. Její majitel opravil přízemí a  pronajímal je. Rekonstrukce celého objektu probíhala dalších více než dvacet let.

## Architektura
Dvoupatrový dům byl postaven na jižní straně náměstí v jeho jihozápadním rohu. Ukončuje řadu tří domů s podloubím, které bylo během let zazděno a obnoveno až v roce 1967. Do dvora domu vedl také vchod z postranní Zlaté uličky za domem čp. 6. Pozdější požáry dům ničily, ale původní gotická dispozice včetně nosného zdiva zůstala do značné míry zachována. Dochovaly se také původní podzemní gotické sklepy, které byly vylámány ve skále.

### Exteriér
V přízemí domu bylo vybudováno podloubí s třemi arkádami. Hlavní klenák u každého z oblouků podloubí vybíhá do patrové římsy. Další dvě patra jsou vertikálně rozdělena do tří os čtyřmi zdvojenými pilastry s korintskými hlavicemi. Okna v každém patře zdobí výrazné suprafenestry a drobný ornamentální dekor v parapetní oblasti.
Dům má bohatě zdobenou barokní fasádu se štukovými detaily do náměstí. Střecha je valbová, krytá prejzy. Ve střeše průčelí jsou tři větrací okénka. V západní boční části domu je jeden oblouk arkády a fasáda je řešena stejně jako průčelí. Nároží domu zvýrazňují opět pilastry. Do dvora se opakuje členění hlavního průčelí. Budova zde má klenutou dvoupatrovou pavlač, která je otevřena arkádou.
Ve dvoře zůstaly zachovány kamenné dělicí parcelní a opěrné zdi. Již zmíněné barokní průčelí domu, autentické historické konstrukce a objem dochovaných barokních výmaleb zařadily dům k nejhodnotnějším objektům historické části města.

### Rekonstrukce
Rekonstrukce objektu probíhala postupně. Bylo zprovozněno přízemí, aby pronájmy financovaly další stavební práce. Obytná patra se rekonstruovala až od roku 2016. Fasáda s bohatou štukovou výzdobou byla po rekonstrukci vrácena do podoby z roku 1922, tedy do kvalitní a zároveň nejstarší doložené podoby. Z památkového hlediska byla autentičnost objektu při rekonstrukci zachována. Elektroinstalace, topení, voda a odpady byly vedeny většinou v sopouchách. Původní historické stěny byly zakonzervovány a v bytech byly postaveny předsazené stěny. Na dům se vrátila dřevěná okna. V interiérech byly obnoveny kazetové dveře s ostěním a dřevěné podlahy. Ve třech místnostech byly obnoveny fresky. Zachovaly se především v modrém sále, který byl vyzdoben antickými sloupy po celém obvodu místnosti.
Rekonstrukce historického domu U Zlaté štiky získala v soutěži Stavba roku Středočeského kraje „Zvláštní cenu Svazu podnikatelů ve stavebnictví v ČR“.